# Ylitornio
Ylitornio község Finnország északi részén, Lappföldön található. A település népszerű szabadidőközpont. Az északi sarkkörön túl fekszik. A községben 4265 fő él 2 212 négyzetkilométernyi területen, amelyből 183,83 négyzetkilométert vízfelület alkot. A község népsűrűsége 2,1 fő/km2. 

## Fordítás
Ez a szócikk részben vagy egészben  a   Ylitornio című angol Wikipédia-szócikk ezen változatának fordításán alapul.  Az eredeti cikk szerkesztőit annak laptörténete sorolja fel. Ez a jelzés csupán a megfogalmazás eredetét és a szerzői jogokat jelzi, nem szolgál a cikkben szereplő információk forrásmegjelöléseként.